# Franz Rademacher
Franz Rademacher (Neustrelitz, 20 de febrero de 1906 - Bonn, 17 de marzo de 1973) fue un funcionario del gobierno nazi del Tercer Reich durante la Segunda Guerra Mundial, conocido por iniciar acciones en el Plan Madagascar.

## Inicio en el nazismo
Rademacher nació el 20 de febrero de 1906 en Neustrelitz, Mecklemburgo-Strelitz. Su padre era un ingeniero ferroviario. Estudió derecho en Rostock y Múnich, y entró en la profesión como jurista en abril de 1932. Ocupó la membresía en Sturmabteilung (tropas de asalto nazis) entre 1932 y 1934. En 1933, se unió al Partido Nazi. Era un antisemita vocal.
Desde 1937, fue diplomático en el Ministerio de Asuntos Exteriores alemán, sirviendo en la embajada alemana en Montevideo, Uruguay, hasta mayo de 1940. En 1940 fue seleccionado para dirigir Referat D III, o Judenreferat , del Ministerio de Asuntos Exteriores de Ribbentrop. Su superior directo era el diplomático nazi Martin Luther. Fue durante su permanencia en esta oficina, durante la primavera y el verano de 1940, cuando Rademacher inició el Plan Madagascar, que buscaba deportar por la fuerza a todos los judíos de Europa a la isla de Madagascar. Chocó brevemente con Adolf Eichmann por el control organizativo del plan, que pronto sería abandonado en medio de las cambiantes fortunas de Alemania en la Segunda Guerra Mundial.
En octubre de 1941, fue responsable de las deportaciones masivas y ejecuciones de judíos serbios. También participó en la deportación de judíos de Francia, Bélgica y los Países Bajos. Después de su visita a Belgrado, Rademacher presentó un reclamo de gastos que indicaba que el propósito oficial del viaje era "liquidar a los judíos". En 2010 el Ministerio de Relaciones Exteriores alemán publicó un informe de 880 páginas sobre los diplomáticos del Tercer Reich titulado «El ministerio y el pasado» (Das Amt und die Vergangenheit) que mencionaba ese particular reclamo de gastos, lo que da a Rademacher un grado de notoriedad.

## Caída
En 1943 Rademacher se vio envuelto en el intento de golpe de Luther para derrocar a Ribbentrop. Fue despedido del Ministerio de Asuntos Exteriores y enviado a luchar en la armada como oficial durante el resto de la guerra, terminando con la unidad de destripamiento del almirante Doenitz en Flensburgo-Mürwik bajo el mando del capitán Kupfer.
Inmediatamente después de la guerra, esta unidad se puso a disposición de la agencia de noticias Sefton Delmer en Hamburgo. Rademacher fue arrestado por la policía militar británica en noviembre de 1945, quien finalmente lo liberó. Finalmente fue llevado a juicio en Alemania en febrero de 1952 por los asesinatos que supervisó en Serbia. Sin embargo, con la ayuda de simpatizantes nazis, huyó a Siria en septiembre de ese año mientras estaba en libertad bajo fianza. Un tribunal alemán lo condenó en ausencia por el asesinato de judíos serbios y lo condenó a 3 años y 5 meses de prisión.
En 1962, el espía israelí Eli Cohen entregó una carta bomba a Rademacher en un fallido intento de asesinato.
En 1963, fue arrestado en Siria bajo los cargos de espionaje, pero fue liberado en 1965 debido a su mala salud. Volvió voluntariamente a Alemania el 30 de noviembre de 1966, donde fue arrestado en el aeropuerto de Núremberg. Aparentemente enfermo en ese momento, fue llevado a un hospital de la prisión en Bayreuth mientras esperaba ser procesado en Bamberg. Fue nuevamente condenado por crímenes de guerra y sentenciado a cinco años y medio de prisión. Sin embargo, su sentencia nunca fue llevada a cabo, el tribunal la consideró ya cumplida.
En 1971, un alto tribunal alemán en Karlsruhe revocó esta sentencia contra Rademacher y ordenó un nuevo juicio por sus crímenes durante la Segunda Guerra Mundial. Murió el 17 de marzo de 1973, antes de que comenzara el proceso.